# Chvilka pro Andreje

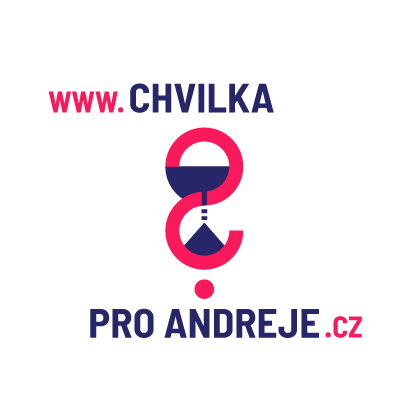
Logo studentské výzvy Chvilka pro Andreje

Chvilka pro Andreje byla studentská výzva předsedovi hnutí ANO 2011 Andreji Babišovi, zveřejněná 17. listopadu 2017 skupinou studentů kolem Mikuláše Mináře. Po Babišově negativní reakci se iniciativa kolem výzvy přerodila ve spolek Milion chvilek pro demokracii.

## Výzva

### Obsah a zveřejnění
Výzva upozorňovala vítěze voleb do Poslanecké sněmovny na jeho předvolební sliby (zejména na sliby uvedené v jeho Smlouvě Andreje Babiše s občany ČR) o zachovávání demokracie a spravedlnosti v České republice. Autoři výzvy deklarovali respekt k výsledku voleb, ale žádali, aby Andrej Babiš své sliby dodržoval. Na základě těchto slibů bylo ve výzvě formulováno deset konkrétních bodů, ke kterým se dle autorů a signatářů výzvy měl Andrej Babiš veřejně přihlásit svými činy ve vládě. Body mohli podepsat jak voliči a podporovatelé, tak odpůrci Andreje Babiše.
Hlavním cílem výzvy bylo vyvolat celospolečenský dialog o významu demokracie a jejím možném ohrožení, které autoři výzvy vidí zejména v rozdělování společnosti a znehodnocování faktů.[zdroj?]
Výzvu formulovala, sepsala a zveřejnila skupina studentů kolem studenta FF UK a ETF UK Mikuláše Mináře, který byl jejím hlavním autorem a také mluvčím. Výzva byla symbolicky zveřejněna v Den boje za svobodu a demokracii při 28. výročí sametové revoluce na demonstraci „Pravda nemá alternativu“ a na webových stránkách. Na obou místech bylo možné se k výzvě připojit svým podpisem. Zástupci studentů předali výzvu osobně Andreji Babišovi 17. listopadu ráno na Národní třídě.

### Signatáři
V první vlně podepsalo výzvu 120 studentů z různých českých univerzit. Po uveřejnění ji již mohl podepsat každý občan ČR. Během prvního měsíce od zveřejnění podepsalo výzvu přes 5000 občanů ČR napříč společností, včetně řady univerzitních profesorů, umělců, novinářů a běžných občanů z celé republiky.
Mezi signatáři jsou např. chartisté prof. Ladislav Hejdánek, prof. Jakub S. Trojan, Jaroslav Hutka, Tomáš Bísek a prof. Jan Sokol. Výzvu podepsala také řada poslanců (např. Jan Farský, Petr Gazdík, Miroslava Němcová, Ondřej Veselý a další), senátorů (např. Václav Láska, Ladislav Kos, Václav Chaloupek a další) a kandidát na prezidenta Marek Hilšer.
Během ledna 2018 překonal počet signatářů hranici 20 000.

## Reakce
Andrej Babiš na výzvu reagoval pozváním iniciátorů Výzvy k osobnímu setkání v sídle hnutí ANO. Autoři Výzvy v čele s Minářem Andreji Babišovi odpověděli otevřeným dopisem, ve kterém soukromé setkání odmítli a vyzvali jej, aby podobné setkání proběhlo na neutrálním místě a nejlépe veřejně, či aby bylo nahrané a zveřejněné.

## Další vývoj
Iniciátoři výzvy upozornili 10. ledna veřejnost na to, že hnutí ANO na svých stránkách zpětně změnilo znění Smlouvy Andreje Babiše s občany ČR. V bodě 5) čl. 1 „Smlouvy“ původně stálo: "Budu vždy bojovat za vymahatelnost práva a rovnost lidí před zákonem". Po změně tam však bylo uvedeno pouze: "Budu vždy bojovat za vymahatelnost práva a rovnost lidí." Podle mluvčího hnutí ANO Vladimíra Vořechovského k pozměnění smlouvy došlo nedopatřením a původní znění Smlouvy bylo na web vráceno.
Ke 31. lednu 2018 založili autoři výzvy spolek Milion chvilek a 25. února (k příležitosti 70. výročí komunistického puče) zveřejnili kampaň zastřešující všechny další aktivity a výzvy spolku Milion chvilek pro demokracii. Novou výzvou se stala Chvilka pro rezignaci: Andrej Babiš měl jakožto trestně stíhaný člověk, který byl veden jako agent StB (ani jedno nebylo 17. 11. jisté), podle signatářů již zcela odstoupit z funkce.